# Timothy Dreesen
Timothy Dreesen (Geel, 30 januari 1987) is een Belgische voetballer van die als verdediger speelt.

## Carrière
Dreesen stapte in 1996 als jeugdspeler van KFCV Alberta over naar de jeugdploeg van Lierse SK. Reeds op 16-jarige leeftijd werd hij opgenomen in de A-kern door Emilio Ferrera, de toenmalige trainer van Lierse. Tijdens het seizoen 2005-2006 brak Dreesen helemaal door. Hij verzekerde zich van een basisplaats en werd door trainer René Trost zelfs benoemd tot aanvoerder. Dreesens steile opmars werd snel opgemerkt door de topploegen. Zowel Standard Luik als Club Brugge waren geïnteresseerd, maar de verdediger koos uiteindelijk voor de Bruggelingen, naar eigen zeggen omdat het "een rustige, Vlaamse club" is.
In het seizoen 2007-2008 werd Dreesen door Club Brugge uitgeleend aan Sint-Truidense VV. Bedoeling was om hem daar wat meer ervaring te laten opdoen. Sint-Truiden degradeerde dat seizoen naar de tweede klasse. Club Brugge besloot hem opnieuw uit te lenen en verscheidene clubs waren geïnteresseerd. Uiteindelijk trok zijn oude club Lierse aan het langste eind. Na enkele jaren in de Belgische tweede klasse te hebben gespeeld, kwam Dreesen terecht bij Fortuna Sittard in de Nederlandse eerste divisie. In 2014 speelde hij voor Ross County FC waar zijn contract op 13 november ontbonden werd. Pas in de zomer van 2015 vond hij met KFC Dessel Sport een nieuwe club. Sinds 2017 speelt hij voor 
KSC City Pirates.
Dreesen was ook jeugdinternational. Hij maakte deel uit van de Belgische selectie voor het EK voor -19-jarigen in 2006, waar hij twee groepswedstrijden speelde.

## Statistieken
| seizoen | club                | land      | competitie             | wed. | goals |
| ------- | ------------------- | --------- | ---------------------- | ---- | ----- |
| 2004/05 | K. Lierse SK        | België    | Eerste klasse          | 5    | 0     |
| 2005/06 | K. Lierse SK        | België    | Eerste klasse          | 16   | 0     |
| 2006/07 | Club Brugge         | België    | Eerste klasse          | 2    | 0     |
| 2007/08 | → Sint-Truidense VV | België    | Eerste klasse          | 21   | 1     |
| 2008/09 | → K. Lierse SK      | België    | Exqi League            | 33   | 0     |
| 2009/10 | K. Lierse SK        | België    | Exqi League            | 19   | 1     |
| 2010/11 | K. Lierse SK        | België    | Jupiler Pro League     | 0    | 0     |
| 2010/11 | → KV Turnhout       | België    | Exqi League            | 11   | 0     |
| 2011/12 | Fortuna Sittard     | Nederland | Eerste Divisie         | 29   | 1     |
| 2012/13 | Fortuna Sittard     | Nederland | Eerste Divisie         | 27   | 0     |
| 2013/14 | Fortuna Sittard     | Nederland | Eerste Divisie         | 23   | 0     |
| 2014/15 | Ross County FC      | Schotland | Premiership            | 3    | 0     |
| 2015/16 | Dessel Sport        | België    | Tweede klasse          | 22   | 3     |
| 2016/17 | Dessel Sport        | België    | Eerste klasse amateurs | 26   | 5     |
| 2017/18 | City Pirates        | België    | Tweede klasse amateurs |      |       |
| 2018/19 | City Pirates        | België    | Tweede klasse amateurs |      |       |
|         |                     |           | Totaal                 | 237  | 11    |